# Italy '90 Soccer
Italy '90 Soccer è un videogioco calcistico per Amiga, Commodore 64 e MS-DOS, realizzato nel 1988 inizialmente per Amiga dai Dardari Bros e pubblicato da Simulmondo. I Dardari Bros "sono stati i primi in Italia ad aver realizzato un gioco elettronico che simula quello del calcio". Il gioco anticipava il campionato del mondo 1990. Parallelamente alla versione Amiga venne realizzata una versione PC MS-DOS dal programmatore musicista Dino Olivieri, prodotto principalmente realizzato per il mercato statunitense. Era annunciata anche una versione per Atari ST, non confermata. Nel 1989, almeno per Commodore 64, uscì una versione aggiornata con nuove funzionalità.
Italy '90 Soccer vendette 20 000 copie (15 000 per Commodore 64 e 5 000 per Amiga) in Europa, una cifra modesta; tuttavia secondo Davide Dardari la diffusione su Amiga fu molto più ampia per via della pirateria.